# کورت بریستن
کورت بریستن (سوئدی: Curt Bergsten; ۲۴ ژوئن ۱۹۱۲ – ۲۱ ژوئیهٔ ۱۹۸۷) بازیکن فوتبال اهل سوئد بود.
وی همچنین در تیم ملی فوتبال سوئد بازی کرده‌است.